# グッチーニ (小惑星)
グッチーニ (39748 Guccini) は、小惑星帯の小惑星。ルチアーノ・テーシとガブリエル・カッターニがサン・マルチェッロ・ピストイエーゼのピストイア山天文台で発見した。
イタリア人のシンガーソングライター、フランチェスコ・グッチーニ（Francesco Guccini、1940年生まれ）に因んで名付けられた。